# ADOデン・ハーグ・スタディオン
ADOデン・ハーグ・スタディオン（オランダ語: ADO Den Haag Stadion）は、オランダ・南ホラント州デン・ハーグにあるサッカー専用スタジアム。2007年の開場以来ADOデン・ハーグがホームスタジアムとして使用している。命名権導入により、ビンゴール・スタディオン（オランダ語: Bingoal Stadion）とも呼ばれる。

## 概要
それまで使用していたズイダーパーク（Zuiderpark）に代わって建設。命名権はベルギーのオンラインベッティング企業であるビンゴール社が取得。2014年には初めて男女同時開催されるホッケー・ワールドカップの主要会場として使用される。

## 開催された主な試合
- 国際Aマッチ

| 日付          | ホームチーム | 結果 | アウェーチーム | ラウンド |
| ------------- | ------------ | ---- | -------------- | -------- |
| 2011年3月29日 | チリ         | 2-0  | コロンビア     | 親善試合 |
| 2011年3月29日 | エクアドル   | 0-0  | ペルー         | 親善試合 |

- 国際Aマッチ（女子）

| 日付           | ホームチーム | 結果 | アウェーチーム | ラウンド |
| -------------- | ------------ | ---- | -------------- | -------- |
| 2021年11月29日 | オランダ     | 0-0  | 日本           | 親善試合 |